# Jožica Gortnar
Jožica Gortnar (...) è un'ex sciatrice alpina slovena che gareggiò per la nazionale jugoslava.

## Biografia
Jožica Gortnar vinse il titolo nazionale jugoslavo nella discesa libera nel 1976; non debuttò in Coppa del Mondo e non prese parte a rassegne olimpiche o iridate.

## Palmarès

### Campionati jugoslavi
- 1 oro (discesa libera nel 1976)[1]